# Erebos
Erebos (2. pád Ereba, latinsky Erebus, řecky Ἔρεβος) je v řecké mytologii bůh věčné tmy a sama věčná tma. Jeho jménem se nazývá nejhlubší a nejtemnější část podsvětí, kde sídlí Hádés.
Je jedním z prvních bohů. Vznikl z prvopočátečního Chaosu. S temnou nocí Nyktou, která rovněž povstala z Chaosu, zplodili Aithera – boha jasného světla, a Hémeru – bohyni jasného dne. Podle pověsti Erebos a Nyx se svými dětmi nebyli spokojeni a tak Erebos, aby své děti nespatřil, odešel do podsvětí a už odtud nevyšel. Podle jiné verze se do podsvětí dostal kvůli podpoře Titánů v jejich boji proti olympským bohům. 
Slovo je spojováno se semitským výrazem pro západ Slunce a přeneseně i zemi na západě (Evropa).